# Guy Cloitre
Guy Louis Jacques Cloitre (* 25. August 1905 in Tiaret; † unbekannt) war ein französischer Autorennfahrer.

## Karriere als Rennfahrer
Guy Cloitre startete zwischen 1928 und 1933 bei mehreren Sportwagen bzw. Langstreckenrennen. Seine besten Ergebnisse erzielte er 1928 und 1929 beim Großen Preis von Algerien, wo er zweimal in Folge den zweiten Platz belegte, sowie 1928 beim Großen Preis von Tunesien, bei dem ihm ein dritter Gesamtrang gelang.
Er war 1933 beim 24-Stunden-Rennen von Le Mans am Start. Als Teamkollege von Guy Moll fuhr er einen von Pierre Louis-Dreyfus gemeldeten Alfa Romeo 8C 2300 LM. Weil das Licht am Fahrzeug in der Nacht nicht funktionierte, wurde das Team disqualifiziert.

## Statistik

### Le-Mans-Ergebnisse
| Jahr | Team                 | Fahrzeug              | Teamkollege | Platzierung | Ausfallgrund    |
| ---- | -------------------- | --------------------- | ----------- | ----------- | --------------- |
| 1933 | Pierre Louis-Dreyfus | Alfa Romeo 8C 2300 LM | Guy Moll    | Ausfall     | disqualifiziert |